# Le Grand Monde
Le Grand Monde est un roman de l'écrivain français Pierre Lemaitre, publié le 25 janvier 2022. Il s'agit du premier volume d'une nouvelle suite romanesque intitulée Les Années glorieuses consacrée aux Trente Glorieuses qui ménage un lien avec la trilogie précédente Les Enfants du désastre (comprenant Au revoir là-haut, Couleurs de l'incendie et Miroir de nos peines). Un changement majeur à noter toutefois est que le personnage principal ici est un « personnage collectif », la famille Pelletier. L'intrigue se déroule dans les années d'après-guerre dans les villes de Beyrouth, Paris et Saïgon, et aborde la fin du mandat français au Levant, les pénuries dans la France d'après-guerre, et la guerre d'Indochine. Celle-ci est racontée au travers de péripéties vécues par les quatre membres de la fratrie dans différents lieux et situations.

## Résumé
Le récit, divisé en trois parties, s'ouvre en 1948 sur la famille Pelletier établie à Beyrouth, dont le père Louis est un entrepreneur et gérant talentueux à la tête d'une savonnerie en pleine croissance. Après avoir échoué à former son fils aîné Jean à la gestion de l'une de ses usines, Louis se résout peu à peu à accepter les envies de départ du Levant de ses quatre enfants. Ses deux premiers fils Jean - accompagné de son extravagante épouse Geneviève - et François s'installent à Paris en recherche d'opportunités professionnelles, où ils sont par la suite rejoints par leur sœur cadette Hélène, qui ne supporte plus la présence de ses deux parents au Liban. Étienne, son troisième fils, s'envole pour Saïgon en Indochine française à la recherche de son amant Raymond, un légionnaire d'origine belge disparu au front pendant la guerre qui fait rage depuis deux ans.
Tous vont connaître une série d'embûches dans leurs projets respectifs, et des difficultés d'adaptation dans leurs nouvelles vies, confrontés à la guerre ou à la morosité d'une ville de Paris touchée par les pénuries, les grèves, et le chômage dans les années d'après-guerre.

## Personnages
Louis Pelletier est le patriarche de la famille, patron d'une savonnerie importante de Beyrouth en 1948. Avec sa femme Angèle, ils essaient de faire le maximum pour leurs quatre enfants, même s'ils ne se comprennent pas toujours. Angèle fait la pluie et le beau temps de la famille, elle semble mener sa "tribu" à la baguette et ne supporte pas que ses enfants puissent abandonner leur mère. Elle est très proche d'Étienne, son troisième fils.
C'est tout le contraire avec son aîné Jean, marié à Geneviève, femme qu'il n'aime pas et qui le lui rend bien. Au grand dam de Louis, il est incapable de reprendre l'entreprise de son père sans échouer lamentablement. Étranger au sein de sa propre famille, il part pour Paris pour fuir le Liban et sa famille, entre autres choses qu'il aimerait garder cachées. Peu en réussite, ce personnage torturé traîne sa peine.
Son frère François rejoint lui aussi la France et fait croire à sa famille qu'il va à Paris pour intégrer l'École normale supérieure (Paris) et devenir fonctionnaire. En réalité, il se consacre à sa passion, le journalisme, profession que tient en horreur sa mère.
À l'instar de ses frères Jean et François, Étienne quitte aussi le cocon familial pour l'Indochine française afin de rejoindre son compagnon Raymond, militaire qui ne donne plus de nouvelles. Il découvre alors la vie à Hô Chi Minh-Ville, entre les combines autour de la Piastre indochinoise
et l'atmosphère étouffante qui plane au-dessus de l'Indochine.
Petite dernière de la famille Pelletier, Hélène est brillante mais vit très mal le départ de ses frères, et surtout celui d'Étienne, avec qui elle entretient une relation fusionnelle, notamment à travers les lettres qu'ils s'envoient tout au long de l'histoire.

## Accueil critique
Sur la plateforme sur le web « SensCritique », le livre de Pierre Lemaitre reçoit une note moyenne de 8/10.
Le journal Marianne livre une critique plutôt positive du récit, le considérant comme à la fois accrocheur et instructif, mais manquant d'originalité et d'innovation au vu de l'œuvre existante de Pierre Lemaitre. Le journal Les Échos évoque une « fresque à la fois drôle et cruelle », tout en relevant, à l'instar de Marianne, la réutilisation par l'auteur de recettes qui ont fait leurs preuves dans ses précédents ouvrages. Le journal La Croix évoque un roman « magistral », à la fois « dramatique et amusant, tragique et jubilatoire ».
Étienne de Montety, journaliste au Figaro, écrit sur Pierre Lemaitre au sujet de cet ouvrage qu'il « captive et étourdit habilement le lecteur sans jamais perdre le fil de cette histoire aux cent visages ».

## Analyse
Ce récit s'inscrit dans une série d'ouvrages de Pierre Lemaitre supposée s'étendre tout au long du XXe siècle, la première trilogie à laquelle il fait suite évoquant la fin de la Première Guerre mondiale (Au revoir là-haut), la France dans l'entre-deux-guerres (Couleurs de l'incendie) et le début de la Seconde Guerre mondiale (Miroir de nos peines).

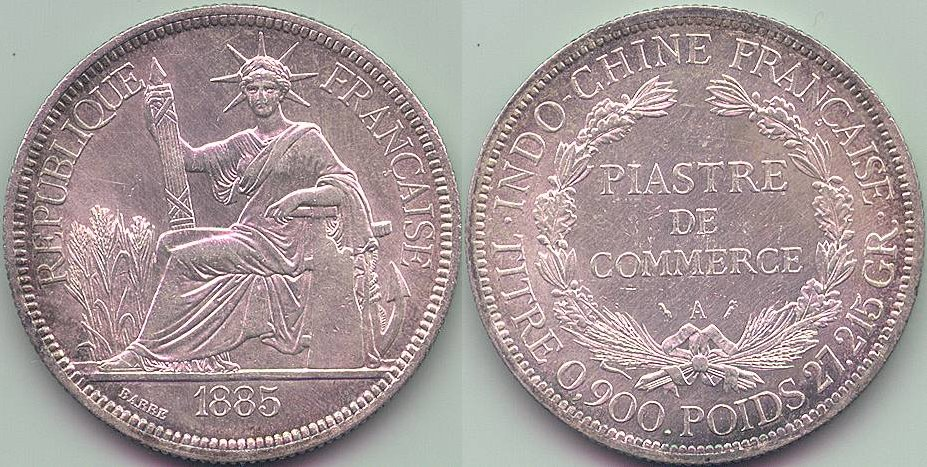
Une piastre indochinoise de 1885.

Ce dernier ouvrage, qui entame une nouvelle trilogie s'inscrivant dans la continuité de la précédente, se déroule sur l'ensemble de l'année 1948 dans trois pays différents : le Liban, la France, et l'Indochine. Très bien documenté sur les conseils notamment de l'historienne Camille Cléret, le récit aborde plusieurs événements historiques contemporains de l'époque et des lieux dans lesquels il se déroule : la guerre d'Indochine, l'affaire des piastres, la grève des mineurs de 1948, ou encore les religions développées localement en Asie de l'Est comme le caodaïsme. Certaines rétrospectives sont également faites sur la Seconde Guerre mondiale comme la campagne de Syrie et la spoliation des juifs pendant l'occupation.
L'histoire de l'un des personnages est en partie inspirée de la vie du correspondant de guerre François-Jean Armorin.

## Épigraphes
- « Il y aurait des romans à écrire ». Lucien Bodard, La Guerre d'Indochine.
- « Si on peut être sûr d'une chose, c'est qu'aucune histoire n'est jamais vraiment terminée ». Robert Penn Warren, Tous les hommes du roi.